# マメアサガオ
マメアサガオ（学名：Ipomoea lacunosa）はヒルガオ科サツマイモ属の一年生草本。日本では帰化植物のひとつ。別名で、ヒラミホシアサガオやヒメアサガオの名もある。

## 特徴
一年草。茎は蔓となってよく分岐し、他の物に巻き付いて長さ数メートル (m) になる。葉は長い葉柄を持ち互生し、先の尖った長卵形から心臓形で、先がだんだん細まるものが多い。葉縁は全縁であるが、まれに3裂するものもある、形は変わりやすい。
花期は夏から秋にかけて。葉腋に1–2本の花柄を出し、直径1.5センチメートル (cm) ほどの淡紅色から白色の漏斗形の花を1–2個、まれに数個つける。花柄は無毛でイボ状の突起が密生し、稜がある。花冠は上から見ると五角形から星形。
果実（蒴果）はやや横長の球形で、横長7 - 9ミリメートル (mm) 。種子は径3.7 mmほどで円味があり、黒色をしている。
花が淡紅色のものは品種ベニバナマメアサガオIpomoea lacunosa f. purpurataと呼ばれる。本種とよく似た形態のホシアサガオは、花の中心部が濃紅色で花柄のイボ状突起が散生する点などが本種と異なり、識別可能。

## 分布と生育環境
北米原産と考えられている。日本では、1955年に東京近郊での帰化報告後は各地から知られ、関東以西の道端などに普通に見られる。久内清孝（1995）が植物研究雑誌で「近年、東京近郊の各地から報じられていたが、本年は広く発生したものとみえ、多くの人の目にふれたようである。そこで浅井康宏氏が、かねて用意されたマメアサガオの名を新称として披露する」と記している。大豆畑などにおいて強害雑草としてホシアサガオなどとともに帰化アサガオ類として問題視され、防除技術について研究が進められている。 戦後の早い時期に輸入穀類に混入して帰化したと考えられてきたが、1943年に徳島県で採集された標本が形態的特徴から本種と同定され、本種の初帰化が戦中に遡る可能性が示唆されている。